# Bersøglis og andre Viser
Bersøglis og andre Viser is een verzameling van 28 gedichten van de Noorse dichter Per Sivle. Christian Sinding schreef bij een aantal muziek.

## Gedichten
Per Sivle gaf de gedichten uit rond 1897 toen de wens voor een onafhankelijk Noorwegen afgescheiden uit de Personele Unie met Zweden een serieuze zaak werd. Tegelijkertijd speelde de taalkwestie nynorsk dan wel bokmål. Sivle was voorstander van nynorsk, want hij vond de andere keus een keus voor het Deens. Zijn uitgeverij dacht er anders over en Sivle werd vanwege het geld min of meer gedwongen om de verzen in bokmål te schrijven en uit te geven. Mede daardoor bereikte het een grote populariteit onder de Noren, die meer thuis waren in de link naar het Deens dan het nieuwe Noors.
De achtentwintig gedichten:
1. Til Bjørnstjerne Bjørnson
2. Solkverv
3. Konge og Bonde
4. Dronning Gyda
5. Noregs Konung
6. Jetter
7. Status
8. Ljos
9. Vaar-Von
10. Vaar i Norge
11. Garibaldi
12. Norsk literatur
13. Bautar
14. De grov -
15. Valgvise
16. Norges Kaarne
17. Vi vil os et land
18. Nerver
19. Nytaar i Norge
20. Heim
21. St. Hans
22. Løv
23. Haust
24. Arv
25. Heis os et rødt
26. Arbeideren
27. Syttende Mai

## Muziek
Sinding, die nynorsk nu juist verafschuwde, koos zes van de gedichten om er muziek onder te zetten. Dat legde hem geen windeieren. Met name het nationalistische Vi vil os et land (Wij willen een land) werd ongekend populair als een soort strijdlied om de wil tot onafhankelijkheid kracht bij te zetten. De andere gedichten zijn trouwen heel anders van aard.
De zes zijn:
- Vi vil os et land
- Ljos (licht)
- Lov (lover)
- Haust (herfst)
- Heim (thuis)
- Nytaar i Norge (Nieuwjaar in Noorwegen).

De pianozaak Brødrene Hals plaatste op 13 april 1897 dat zij een complete uitgave van het werk te koop aanboden. Op 22 januari 1898 gaf Johan Halvorsen leiding aan de voorloper van de Bergen filharmoniske orkester in zijn eigen versie van Vi vil os et land voor gemengd koor en orkest.